# Ecc, pecc, ki lehetsz?
Az Ecc, pecc, ki lehetsz? (eredeti cím: See How They Run) 2022-ben bemutatott brit-amerikai misztikus filmvígjáték, amelyet Tom George rendezett és Mark Chappell írt. A főszerepet Sam Rockwell, Saoirse Ronan, Adrien Brody, Ruth Wilson, Reece Shearsmith, Harris Dickinson és David Oyelowo alakítja.
A filmet az Egyesült Királyságban 2022. szeptember 9-én, az Amerikai Egyesült Államokban szeptember 16-án, míg Magyarországon szeptember 29-én mutatták be a mozikban a Fórum Hungary forgalmazásában. Általánosságban pozitív véleményeket kapott a kritikusoktól.

## Cselekmény
Az 1950-es évek Londonjának West Endjén egy nagy sikerű színdarab filmváltozatának tervei hirtelen leállnak, miután a stáb egyik kulcsfontosságú tagját meggyilkolják.

## Szereplők
| Szerep                 | Színész              | Magyar hang      |
| ---------------------- | -------------------- | ---------------- |
| Stoppard felügyelő     | Sam Rockwell         | Rajkai Zoltán    |
| Stalker rendőrnő       | Saoirse Ronan        | Kereki Anna      |
| Leo Kopernick          | Adrien Brody         | Széles Tamás     |
| Petula Spencer         | Ruth Wilson          | Bartsch Kata     |
| John Woolf             | Reece Shearsmith     | Fekete Zoltán    |
| Richard Attenborough   | Harris Dickinson     | N/A              |
| Dennis Corrigan        | Charlie Cooper       | Rohonyi Barnabás |
| Mervyn Cocker-Norris   | David Oyelowo        | Rába Roland      |
| Agatha Christie        | Shirley Henderson    | Murányi Tünde    |
| Max Mallowan           | Lucian Msamati       | Gémes Antos      |
| Ann Saville            | Pippa Bennett-Warner | N/A              |
| Sheila Sim             | Pearl Chanda         | N/A              |
| Fellowes               | Paul Chahidi         | Kerekes József   |
| Sian Clifford          | Edana Romney         | N/A              |
| Gio                    | Jacob Fortune-Lloyd  | N/A              |
| Harrold Scott kapitány | Tim Key              | Fesztbaum Béla   |

## A film készítése
A filmet 2020 novemberében jelentette be a Searchlight Pictures, cím nélküli misztikus filmként, amelynek rendezője Tom George lett, forgatókönyvírója pedig Mark Chappell. A forgatás 2021 áprilisában fejeződött be. 2021 júliusában a film címét is bejelentették.